# Kanton Laventie
Kanton Laventie (francouzsky Canton de Laventie) byl francouzský kanton v departementu Pas-de-Calais v regionu Nord-Pas-de-Calais. Tvořilo ho šest obcí. Zrušen byl po reformě kantonů 2014.

## Obce kantonu
- Fleurbaix
- Laventie
- Lestrem
- Lorgies
- Neuve-Chapelle
- Sailly-sur-la-Lys